# Стасанор
Стасанор (дав.-гр. Στασάνωρ; д/н —до 305 до н. е.) — військовий та державний діяч імперії Олександра Македонського.

## Життєпис
Висловлюється гіпотеза, що належав до якоїсь гілки царської династії, що правила містом Соли на Кіпрі. Можливо, поступив на службу до македонського царя Олександра Македонського після захоплення ним Тіру 332 року до н. е.
Перша письмова згадка відноситься до 329 року до н. е., коли Стасанору і Фратаферну було доручено придушити повстання Арсама в сатрапії Арія. 328 року до н. е. знову приєднався до македонської армії. Перед походом до Індії Стасанора призначили сатрапом Арії і Дрангіани.
325 року до н. е. при поверненні Олександра Македонського з армії зустрів його в сатрапії Карманія з величезним запасом харчів та верблюдами. Після цього супроводжував царя до Вавилону.
321 року до н. е. після смерті Олександра обміняв Арію і Дрангіану на сатрапії Бактрія і Согдіана. При цьому зберіг вплив на Арію і Дрангіану, де сатрапом став його родич Стасандр.
Під час війни діадохів зберігав нейтралітет, займаючися справами своїх сатрапій. Зрештою почав надавати допомогу Євмену. 316 року до н. е. після страти останнього перейшов на бік Антигона.
Подальша доля невідома. Можливо, після оголошення діадохів царями також прийняв царський титул. 305 року до н. е. Селевк I захопив Бактрію і Согдіану. Невідомо, чи був тоді ще живим Стасанор, чи влада перейшла до його наступника.